# Повіт Кацуура
Пові́т Кацуу́ра (яп. 勝浦郡, かつうらぐん, МФА: [kat͡suːra guɴ]) — повіт у Японії, у префектурі Токушіма. Станом на 1 серпня 2012 року його площа становила 179,48 км². Населення складало 7261 осіб, а густота населення — 40,5 осіб/км². До складу повіту входять містечка Камікацу та Кацуура.